# Jacob Leonhard Vogel (Theologe)
Jacob Leonhard Vogel, auch Jakob Leonhard Vogel (* 20. September 1729 in Lübeck; † 7. April 1798 in Eutin) war ein deutscher evangelisch-lutherischer Geistlicher. Von 1788 bis zu seinem Tod 1798 war er der Leitende Geistliche im Hochstift Lübeck.

## Leben
Nach dem Besuch des Katharineums studierte er Evangelische Theologie an der Universität Göttingen. 1751 bestand er sein Examen als Kandidat des Lübecker Geistlichen Ministeriums. Im Dezember 1762 kam er als Diaconus (2. Pastor) an die Eutiner St.-Michaelis-Kirche. Von 1770 bis 1788 war er Pastor der Petrikirche in Bosau.
Zum Jahresbeginn 1788 ernannte ihn Fürstbischof Peter Friedrich Ludwig zum Hauptpastor in Eutin, Konsistorialrat und Superintendenten des Hochstifts.
Er war Mitglied der Königlichen Deutschen Gesellschaft in Göttingen. Seine Schrift Alterthümer der ersten und ältesten Christen, die 1780 erschien, wurde durchgängig kritisiert. Es erschien den Rezensenten als Abdruck alter Collegienhefte, vielleicht vom sel. Mosheim, vor dem man nur warnen könne.
Seit 1766 war er verheiratet mit Elisabeth Christina, geb. Lamprecht (1741–1809), einer Tochter des Pastors in Nusse Dominicus Gerhard Andreas Lamprecht und seiner Frau Dorothea, geb. Struve.

## Werke
- Alterthümer der ersten und ältesten Christen. Hamburg: Gleditsch 1780

Digitalisat, UB Göttingen